# Peter Waweru

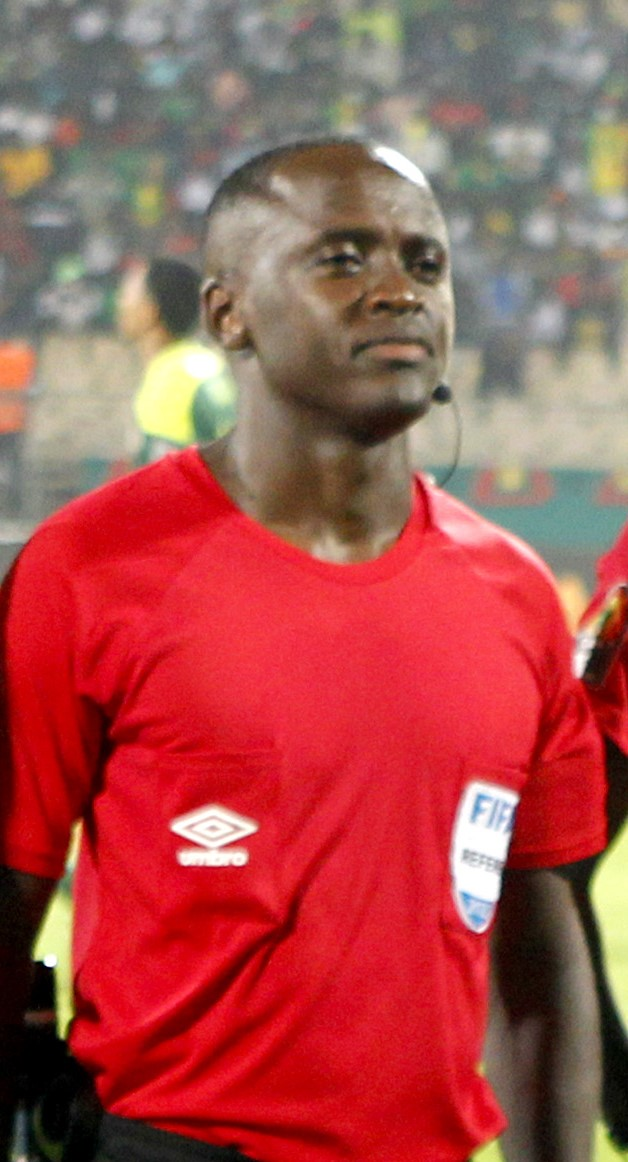
Peter Waweru, 2022

Peter Waweru Kamaku (* 27. Mai 1982) ist ein kenianischer Fußballschiedsrichter.
Seit 2017 steht Waweru auf der Liste der FIFA-Schiedsrichter und leitet internationale Fußballspiele.
Waweru wurde bei zwei Afrika-Cups eingesetzt. Er leitete ein Gruppenspiel beim Afrika-Cup 2019 in Ägypten sowie zwei Gruppenspiele beim Afrika-Cup 2022 in Kamerun. Bei der U-17-Weltmeisterschaft 2019 in Brasilien wurde er als Unterstützungsschiedsrichter eingesetzt.
Zudem leitete er Spiele in der CAF Champions League (11 Partien), in der afrikanischen WM-Qualifikation (3 Partien), beim U-20-Afrika-Cup 2019 im Niger (1 Spiel) sowie Freundschaftsspiele.
Waweru ist hauptberuflich Dozent für Mathematik an der Jomo Kenyatta University of Agriculture and Technology (JKUAT) in Juja.